# Richard Arauner
Richard Arauner (* 19. April 1902 in Solnhofen; † 1. November 1936 bei Tabarz) war ein deutscher NS-Agrarfunktionär und SS-Oberführer.

## Leben
Der Sohn eines Steinbruchbesitzers (evangelisch) absolvierte nach dem Abschluss seiner Schullaufbahn eine Ausbildung zum Diplom-Landwirt. Wegweisend sollte die Begegnung mit seinem Studienkameraden, dem späteren Reichsernährungsminister und Reichsbauernführer Walther Darré werden, dessen engster Berater und Freund Arauner wurde. So folgte er ihm in drei von Darré geführte Organisationen nach: agrarpolitischer Apparat (Reichsamt für Agrarpolitik), Reichsnährstand und Rasse- und Siedlungshauptamt der SS (RuSHA). Am 15. Oktober 1923 trat er dem Bund Oberland bei, der sich einen Monat zuvor Adolf Hitler unterstellt hatte. Gemeinsam nahmen sie am Hitler-Ludendorff-Putschversuch vom 8. auf den 9. November 1923 teil.
Er trat am 15. November 1930 in die NSDAP ein (Mitgliedsnummer 434.651). Ab 1. April 1931 leitete er als Geschäftsführer das Zentralbüro des „agrarpolitischen Apparates“ (aA) im „Braunen Haus“ München. 1930 hatte Darré im Rang eines Reichsleitungsfachberater mit dem Aufbau dieser Organisation begonnen. Hier war eine große Zahl an ehrenamtlichen „landwirtschaftlichen Fachberatern“ eingesetzt, die propagandistisch die agrarpolitischen Ziele der Partei verfolgten und die nach der „Machtergreifung“ als Bauernführer im Reichsnährstand tätig waren. Der aA war der Vorläufer für das 1933 gegründete Amt für Agrarpolitik, aus dem 1936 das Reichsamt für Agrarpolitik hervorging. In dieser Institution der NSDAP, die unter der Führung von Reichsernährungsminister Darré (hier als Reichsleiter) und seinem Staatssekretär Herbert Backe stand, blieb Arauner bis zu seinem Tod tätig, ab 1932 als Abteilungsleiter und ab 1935 als Hauptamtsleiter.
Arauner durchlief zusätzlich eine SS-Karriere, in die er am 8. Mai 1933 eintrat (SS-Nummer 55.371). Ab Oktober 1933 war er im Rasse- und Siedlungshauptamt der SS als Obersturmführer tätig. Einen Monat später erfolgte seine Beförderung zum SS-Hauptsturmführer, im folgenden Jahr wurde er an den denkwürdigen Tagen (20. April 1934 und 9. November 1934) SS-Sturmbannführer und SS-Obersturmbannführer. Am 20. April 1935 wurde Arauner zum SS-Standartenführer und am 1. November 1936 zum SS-Oberführer befördert.
Innerhalb des Reichsnährstandes war Arauner ab dem 1. Januar 1934 zusätzlich Geschäftsführer („Siegelwahrer“) des Deutschen Reichsbauernrates, die beide unter der Leitung des Reichsbauernführers Darré standen.
Während einer Dienstreise stürzte sein Flugzeug bei Tabarz im Thüringer Wald ab. Zeitungsberichten zufolge war Arauner „auf der Rückfahrt von der Vereidigung des Landesbauernrates der Landesbauernschaft Saar-Pfalz“ gewesen und wurde als einer der „bewährtesten“ und als „der älteste Mitarbeiter“ Darrés in Goslar „zu Grabe getragen“.

## Auszeichnungen
- „Blutorden“ am 9. November 1933
- Siegelwahrer ab Februar 1934